# Ezinne Akudo
Ezinne Akudo Anyaoha (née en 1989) est une avocate et gagnante de concours de beauté nigériane.

## Biographie
Elle naît dans l'État d'Imo et étudie à Abia State University. Elle remporte le titre de Miss Nigeria en juillet 2013,,.
En 2015, elle passe le barreau et monte un centre de crise dédié aux victimes de victimes de viol avec l'aide de son ONG The Eight Foundation, basée à Lagos. Elle est connue pour son activisme contre la violence sexuelle,.